# ФК Славија Крагујевац
ФК Славија Крагујевац је фудбалски клуб из Крагујевца, Србија, и тренутно се такмичи у Првој лиги Крагујевца, петом такмичарском нивоу српског фудбала. Клуб је основан 1922. године. Клуб се у сезони 2016/2017 такмичио у Зони Морава, али се због финансијских проблема у следећој сезони враћа у Прву лигу Крагујевца.